# Талара
Талара (ісп. Talara) — місто на північному заході Перу.
Адміністративний центр провінції Талара, регіону Піура. Населення 103,2 тис. чоловік (2005).
Розташований біля мису Паріньяс — найзахіднішої точки материка Південна Америка. Важливий порт на Тихому океані. Центр нафтовидобутку і нафтопереробки (промисловий видобуток з 1914 року). Харчова промисловість. Аеропорт Cap. FAP Victor Montes Arias International Airport.
На північний захід від Талара знаходиться перша нафтова свердловина Перу (1850).
Завдяки великим запасам нафти і налагодженому виробництву авіаційного палива, Талара використовувалася авіацією США як авіабаза під час Другої світової війни.